# 50. pehotni polk (Avstro-Ogrska)
Za druge 50. polke glejte 50. polk.
50. pehotni polk (izvirno nemško Infanterie-Regiment Nr. 50; dobesedno slovensko: Pehotni polk št. 50) je bil pehotni polk k.u.k. Heera.

## Poimenovanje
- Ungarisches Infanterie Regiment »Friedrich Großherzog von Baden« Nr. 50/Madžarski pehotni polk »Friedrich veliki vojvoda Badna« št. 50
- Infanterie Regiment Nr. 50 (1915 - 1918)

## Zgodovina
Polk je bil ustanovljen leta 1762. 

### Prva svetovna vojna
Polkovna narodnostna sestava leta 1914 je bila sledeča: 71% Romunov, 22% Madžarov in 7% drugih. Naborni okraj polka je bil v Gyulafehérváru, pri čemer so bile polkovne enote garnizirane sledeče: Gyulafehérvár (štab, I., II., III. bataljon) in Stolac (IV. bataljon).
Med prvo svetovno vojno se je polk bojeval tudi na soški fronti.
V sklopu t. i. Conradovih reform leta 1918 (od junija naprej) je bilo znižano število polkovnih bataljonov na 3.

## Organizacija
1918 (po reformi)
- 1. bataljon
- 2. bataljon
- 3. bataljon

## Poveljniki polka
- 1859: Ludwig Appel[8]
- 1865: Carl Schwaiger[9]
- 1879: Adolph Mierzynski[10]
- 1908: Friedrich Packenj von Kilstädten[11]
- 1914: Karl Baitz von Szapar[2]